# Имотен пазар в Китай
Недвижимите имоти в Китай се разработват и управляват от публични, частни и държавни предприятия.
В годините преди финансовата криза от 2008 г. пазарът на недвижими имоти в Китай се разраства толкова бързо, че правителството взема мерки срещу растежа поради опасения от прегряване: увеличаване на необходимата първоначална вноска за някои покупки на имоти и увеличение на лихвените проценти (през 2007 г. това е направено пет пъти). След 2008 тези политики бяха бързо премахнати, а в някои случаи и затегнати. Пекин също стартира огромен пакет от стимули за растежа и това в крайна сметка повиши цените, което доведе до по-голямо търсене на инвеститори от чужбина. Към края на 2014 г. МВФ предупреждава, че е възникнал проблем със свръхпредлагането на недвижими имоти, който заплашва да причини пагубни ефекти върху китайската икономика. Към 2015 г. пазарът преживява нисък растеж и централното правителство облекчава предишните мерки за затягане на лихвените проценти, увеличаване на депозитите и налагане на ограничения. До началото на 2016 г. китайското правителство въведе мерки за увеличаване на покупките на имоти, включително по-ниски данъци върху продажбите на жилища, ограничаване на продажбите на земя за застрояване и трето поред намаление на ипотечните вноски.

## История
Към 2010 г. пазарът на недвижими имоти в Китай става най-големият в света и съставлява около 20% от икономиката на Китай .

### Имотен балон, 2005 – 2011
В периода 2005 – 2009 се образува икономически балон за недвижими имоти в жилищни и/или търговски недвижими площи в Китай. Събитията показват, че средните цени на жилищата в страната за периода са се утроили, вероятно обусловени както от правителствената политика, така и от китайските културни нагласи.
В Тиендзин високите съотношения цена-доход и цена-наем за имоти и големият брой незаети жилищни и търговски единици са показателни като доказателство за балон. Критиците на теорията за балона посочват относително консервативните китайски стандарти за ипотечно кредитиране и тенденциите за увеличаване на урбанизацията и нарастващите доходи като доказателство, че цените на имотите могат да останат на тези нива.
Растежът на жилищния балон приключи в края на 2011 г., когато цените на жилищата започнаха реално да падат следвайки оплаквания, че представителите на средната класа не могат да си позволят жилища в големите градове. Дефлацията при имотния балон се разглежда като една от основните причини за спада в икономическия растеж на Китай през 2012 г.
Оценките на анализаторите на пазара на имоти за 2011 г. посочват, че в Китай има около 64 милиона празни имоти и апартаменти и че жилищното строителство в Китай страда от масово свръхпредлагане. То е надценено и представлява балон, който чака да се спука със сериозни последици в бъдеще. Би Би Си посочва град Ordos във Вътрешна Монголия като най-големия град-призрак в Китай, пълен с празни търговски центрове и жилищни комплекси. Изграден е голям и до голяма степен необитаем градски имот 25 км от област Dongsheng в новата зона Kangbashi. Предназначен за настаняване на милион души, той остава до голяма степен необитаем. Предвидено е да има 300 000 жители до 2010 г., правителствените данни заявяват, че има 28 000 жители. В Пекин цените за жилищни наеми се повишиха с 32% между 2001 и 2003 г .; общият процент на инфлация в Китай е 16% за същия период (Huang, 2003). За да избегне потъването и икономическия спад, през 2008 г. китайското правителство незабавно промени паричната политика на Китай от консервативна позиция към прогресивна нагласа чрез внезапно увеличаване на паричното предлагане и до голяма степен облекчаване на кредитните условия. При такива обстоятелства основната грижа е дали тази експанзивна парична политика е действала, за да симулира балона на имотите (Chiang, 2016). Предлагането на земя оказва значително влияние върху колебанията в цените на жилищата, докато фактори при търсенето като потребителски разходи, доход и жилищен ипотечен заем оказват по-голямо влияние.

## Международни инвестиции
Китайските потребители се превърнаха в една от най-големите групи инвеститори в трансгранични имоти. В САЩ китайски купувачи инвестираха 28,6 милиарда долара в жилищните недвижими имоти през 2015 г., повече от всяка друга страна. В Австралия китайските купувачи бяха одобрени за покупки на стойност 32 милиарда австралийски долара при инвестиции в търговски и жилищни имоти през 2015 – 16 г., Това е най-много от която и да е страна. Други оценки определят китайските международни инвестиции в недвижими имоти на 33 милиарда долара в търговски и жилищни имоти през 2016 г., което е с 53% повече спрямо 2015 г. Сю Йонг, главен оперативен директор на Juwai.com, дъщерно дружество на Juwai IQI, заяви, че повечето китайски купувачи са „средностатистическа китайска майка, която иска да инвестира в чужбина. Голяма част от купувачите е позиционирана в средната до горната средна класа, която се интересува от добра стабилна инвестиция и може би мисли да емигрира или да изпрати децата си да учат там."

## Правителствени жилища, паралелен пазар и обвинения в корупция
От 2010 г. Китай официално прекрати системата за осигуряване с жилища (на английски: welfare housing system); въпреки това, според China Youth Daily, продължава да съществува паралелен пазар на жилища поради подозрения в корупция. Правителствените агенции имат предвидени жилищни фондове, с които осигуряват на чиновниците си недвижими имоти на по-малко от 20% от пазарната цена, а много служители се предполага, че са присвоили средствата, отпуснати им за ремонт на жилища.